# Laurent Bonadei

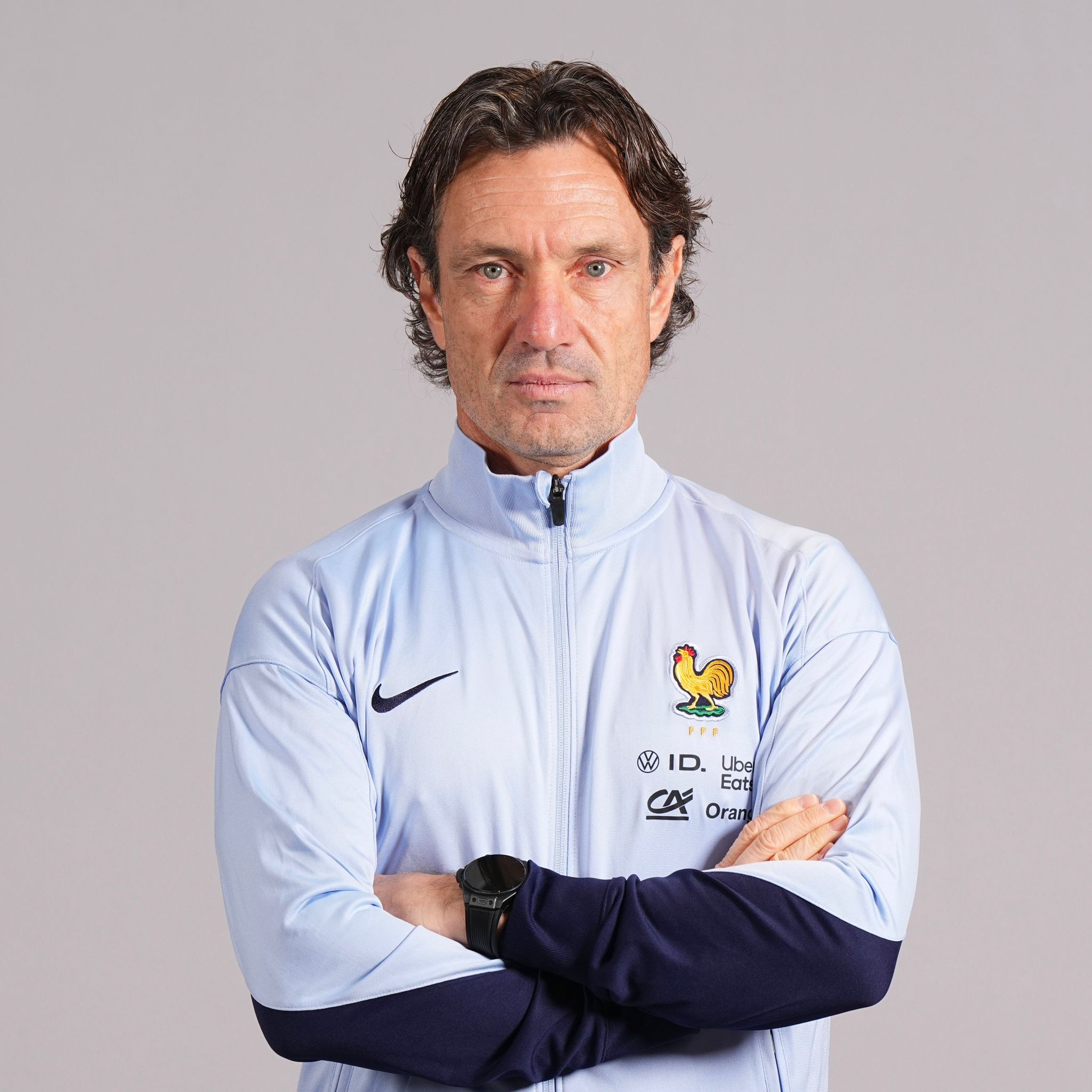
Laurent Bonadei, 2024

Laurent Pierre Bonadei (* 3. November 1969 in Marseille) ist ein ehemaliger französischer Fußballspieler, der seither als Trainer arbeitet. Im August 2024 ernannte der Landesverband ihn zum Chefcoach der französischen Frauen-Nationalelf.

## Spielerkarriere
Laurent Bonadei spielte als Jugendlicher unter anderem beim Sporting Club in Toulon, wohin seine Familie gezogen war. Im Erwachsenenbereich stand der Mittelfeldspieler von 1989 bis 1991 beim FC Grenoble unter Vertrag, mit dem er am Ende seiner ersten Saison aus der zweiten Division abstieg. Es folgten drei Jahre bei Stade Vallauris in der dritten Liga. Dann kehrte Bonadei zu Sporting Toulon zurück, wo er ebenfalls drei Spielzeiten bestritt. Mit Toulon gelang ihm 1996 der Aufstieg in die Division 2; Sporting hielt in der Saison 1996/97 zwar die Klasse, aber  er selbst wechselte danach nach Nordfrankreich zum Drittligisten ES Wasquehal. Für diesen Verein war er von 1997 bis 2000 und für wenige Einsätze noch einmal 2002/03, dazwischen 2001/02 beim unterklassigen SC Marly aktiv. Laurent Bonadei hat es also nie auf einen Erstliga-Einsatz gebracht, dafür aber frühzeitig seine ersten Trainerdiplome erworben.

## Trainerlaufbahn
In den ersten Jahren trainierte Bonadei Jugendmannschaften, unter anderem bei OGC Nizza. Von 2011 an betreute er für jeweils zwei Jahre die männliche B- und dann A-Jugend von Paris Saint-Germain, anschließend bis 2019 Nizzas Reserveteam (auch als zweite Mannschaft bezeichnet) im Erwachsenenbereich. Von 2019 bis 2023 arbeitete er an der Seite von Hervé Renard als Assistenztrainer bei der Saudi-arabischen Nationalmannschaft, folgte Renard in gleicher Funktion, als dieser 2023 zur Frauen-Nationalelf Frankreichs wechselte, und wurde nach dessen Rücktritt im Anschluss an das olympische Turnier 2024 für zunächst drei Jahre zu dessen Nachfolger ernannt – seine erste Station als hauptverantwortlicher Übungsleiter im Frauenfußball.
Unter seiner Führung gelang den Bleues in der UEFA Women’s Nations League 2025 wieder eine verlustpunktfreie Gruppenphase und der ungefährdete Einzug in das Final-Four-Turnier. Im Mai 2025, sechs Wochen vor Beginn der Europameisterschafts-Endrunde, überraschte Bonadei mit der Entscheidung, ab sofort mit Wendie Renard, Eugénie Le Sommer und Kenza Dali auf drei langjährige „Korsettstangen“ der Nationalelf zu verzichten. Diesen mutigen Schritt begründete er damit, dass die Verjüngung des Teams in Hinblick auf die Weltmeisterschaft 2027 frühzeitig einsetzen müsse.

## Nachweise und Anmerkungen
1. ↑  Laurent Pierre Bonadei. In: statfoot-amat.fr. Abgerufen am 5. November 2024 (französisch).
2. ↑  Bonadeis Vereinsstationen als Spieler nach seinem Datenblatt bei footballdatabase.eu (siehe unter Weblinks)
3. ↑  Stéphane Boisson/Raoul Vian: Il était une fois le Championnat de France de Football. Tous les joueurs de la première division de 1948/49 à 2003/04. Neofoot, Saint-Thibault o. J.
4. ↑  Laurent Bonadei officialisé en sélectionneur jusqu’en 2027 vom 23. August 2024 bei footofeminin.fr
5. ↑  Laurent Bonadei succède à Hervé Renard comme sélectionneur de l’équipe de France féminine vom 23. August 2024 bei lequipe.fr
6. ↑  Trainerstationen nach Bonadeis Datenblatt bei der FFF (siehe unter Weblinks)

| Personendaten    | Personendaten                             |
| ---------------- | ----------------------------------------- |
| NAME             | Bonadei, Laurent                          |
| ALTERNATIVNAMEN  | Bonadei, Laurent Pierre                   |
| KURZBESCHREIBUNG | französischer Fußballspieler und -trainer |
| GEBURTSDATUM     | 3. November 1969                          |
| GEBURTSORT       | Marseille                                 |